# Loterbol
Loterbol is een Belgisch bier. Het wordt gebrouwen door Brouwerij Loterbol te Diest.

## Achtergrond
Sinds 1995 wordt Loterbol gebrouwen in een vroegere brouwerij die jarenlang leeg had gestaan.

De naam verwijst naar een van de bijnamen van de inwoners van Diest: loterbollen. Deze naam komt van “loteren”, niet vast zitten en waggelen. Op een oude spotprent staat een man die een stok vasthoudt met een bol erop die niet vastzit. Figuurlijk zijn loterbollen narren, gekken. Op het etiket van het bier staat een narfiguurtje met een stok met een bol erop.
Op de website van de toeristische dienst van de stad Diest staat Loterbol vermeld als streekproduct.

## De bieren
- Loterbol van het vat is een amberkleurige bier van hoge gisting met een alcoholpercentage van 6% en een densiteit van 16° Plato. Het is gemaakt volgens de methode van drooghoppen (dry hopping), wat extra bitterheid geeft. Het bier wordt sinds 1995 gebrouwen in de eigen huisbrouwerij met een capaciteit van 470 liter. Dit bier is enkel per vat verkrijgbaar.
- Loterbol Blond is een blond bier van hoge gisting met een alcoholpercentage van 8% en een densiteit van 18° Plato. Het is eveneens gemaakt volgens de methode van drooghoppen, wat ook hier extra bitterheid geeft. Het bier wordt sinds 2002 gebrouwen in een eigen grotere brouwinstallatie met een capaciteit van 2800 liter.
- Loterbol Bruin is een donker bier van hoge gisting met een alcoholpercentage van 8% en een densiteit van 18° Plato. Het bier wordt ook sinds 2002 gebrouwen in een eigen grotere brouwinstallatie met een capaciteit van 2800 liter.